# Jacques Stotzem
Jacques Stotzem (Verviers, Belgium, 1959. július 17. –) sajátos stílusú belga akusztikus gitáros. 3 nagylemeze és 11 CD-je van és számos zenésszel készített közös albumot.

## Életpályája
16 éves korában kezdett autodidakta módon gitározni tanulni, miután TV-n meglátta Stefan Grossman amerikai gitárost. 19 éves korától hivatásos zenész. Kezdetben együttesekkel is játszott, de ismertté szólókarrierje során vált.
Jacques Stotzem rendszeresen túrázik és különböző fesztiválokon vesz részt Európában és Amerikában – turnézott Japánban, Kínában és Tajvanon is. 
2003-ban az Avalon Guitars nevű északír hangszergyár bemutatta "Jacques Stotzem Signature model" nevű gitárját.  2006-tól a  C. F. Martin & Company nevű hangszergyár egyik gitármodellje az "OMC Jacques Stotzem Custom Edition".
Jacques Stotzem a társalapítója (Francis Geronnal) a  Verviers Guitar Festivalnak.

## Diszkográfiája
CDk
- 2013 – Catch the spirit II
- 2011 – Lonely Road
- 2008 – Catch the spirit
- 2007 – Simple pleasure
- 2006 – Colours of Turner – duók Andre Klenesszel
- 2004 – In Concert (Helyszíni)
- 2002 – Sur Vesdre
- 1999 – Connections – partnerei: Jacques Pirotton (gitár) és Thierry Crommen (harmonika)
- 1997 – Fingerprint – Thierry Crommennel (szaxofon)
- 1996 – Different Ways – duók Thierry Crommennel (harmonika)
- 1995 – Two Bridges – Thierry Crommennel (harmonika)
- 1993 – Straight On
- 1991 – Clear Night

Vinilalbumok
- 1988 – Words from the heart
- 1985 – Training
- 1982 – Last thought before sleeping

DVDk
- 2004 – Jacques Stotzem in Taiwan

Közreműködések
- 2006 – Sophie Galet – Cyclus
- 2005 – Miam Monster Miam – Soleil Noir
- 2003 – Miam Monster Miam – Forgotten Ladies
- 1997 – Marcel Dadi – Hommage
- 1994 – CD Paysages Acoustiques – "10e édition des Stages Internationaux de Musique".

## Külső hivatkozások
- Hivatalos weboldal
- Martin guitar company